# 中部郡
中部郡，中国十六国、南北朝、隋唐时设置的郡。
后秦弘始元年（399年）置中部郡，治所在中部县（今陕西省宜君县东北）。下辖中部县。属雍州。夏国沿置，属东秦州。北魏废除，北魏太和十五年（491年）重新设置，为东秦州治，治所在杏城，故址在今黄陵县西南五公里古城村，领中部、狄道、长城、石保四县。辖地约为今黄陵县、富县、宜君县地。魏孝明帝时为北华州治，西魏为敷州治，辖境约今陕西省黄陵县西部一带。北周属敷州，下辖中部、利仁、三川、石保四县。隋朝开皇元年（581年）因避文帝父亲杨忠名讳，改名为内部郡，下辖内部、三川二县。开皇三年（583年）隋文帝废内部郡，属县内部县、三川县直属敷州，后属敷州上郡。唐玄宗天宝元年（742年）改坊州复置中部郡，治所在中部县（今黄陵县南沮河南岸）。下辖中部县、鄜城县、宜君县、升平县。唐肃宗乾元元年（758年）复改坊州。
唐朝中部郡太守
- 李惇（天宝年间）
- 罗希奭（752年－753年）
- 于休烈（754年—756年）